# Gare de Bercy-Ceinture
Ne doit pas être confondu avec Gare de La Rapée-Bercy.
La gare de Bercy-Ceinture est une ancienne gare ferroviaire française de la ligne de Paris-Lyon à Marseille-Saint-Charles, située à Paris.

## Situation ferroviaire

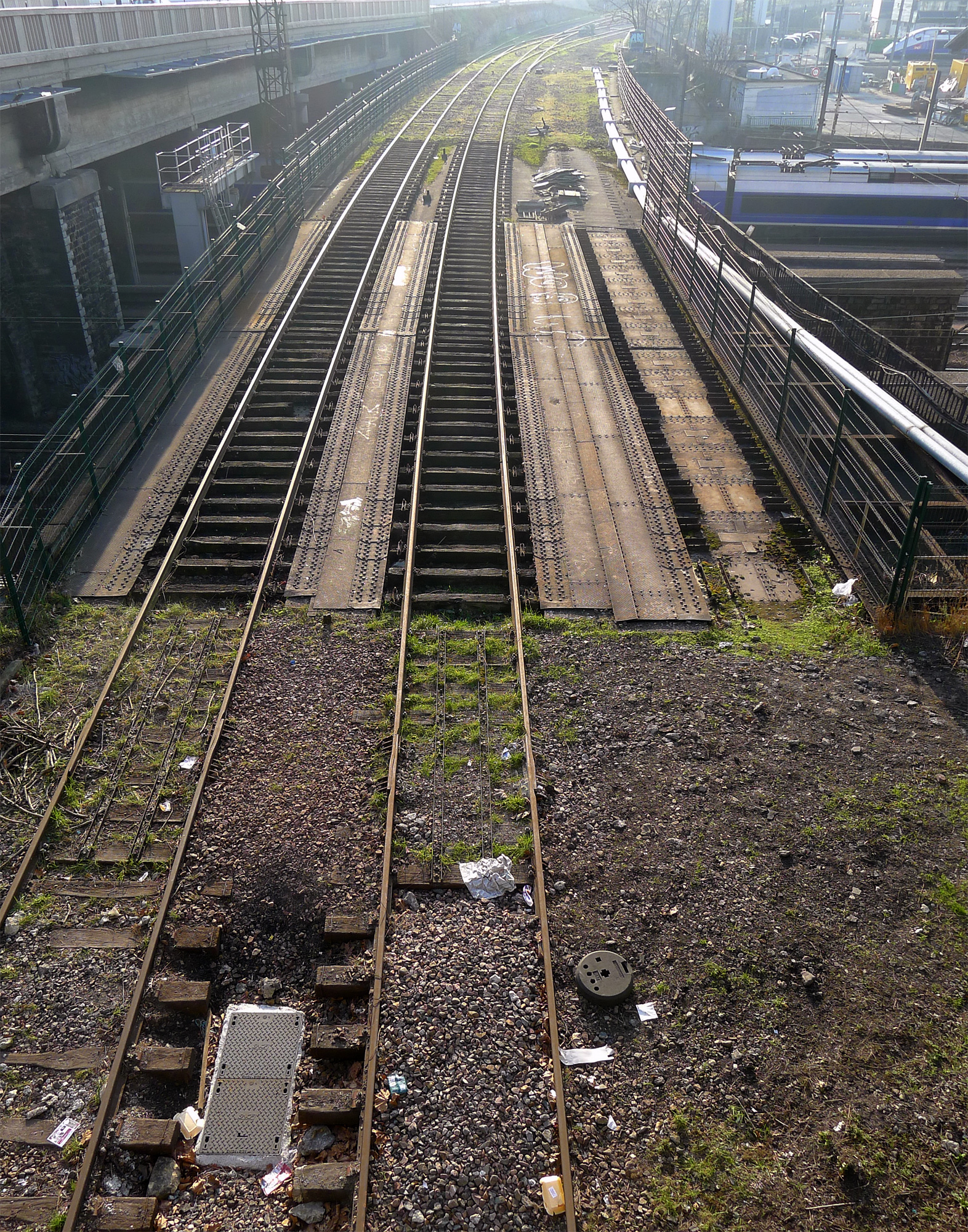
La Petite Ceinture franchissant les voies de la ligne PLM.

La gare de Bercy-Ceinture se situe au point kilométrique (PK) 2,16x de la ligne de Paris-Lyon à Marseille-Saint-Charles (ligne PLM), après la gare de Lyon et avant l'ancienne gare de Charenton aujourd’hui détruite.
Son bâtiment voyageurs est situé au no 320 bis de la rue de Charenton, adossé au mur de soutènement surplombant les voies de la gare de Lyon, au croisement de la ligne de Petite Ceinture. Il forme ainsi un belvédère sur le faisceau de voies.
La station de métro Porte de Charenton et la station de tramway homonyme de la ligne T3a sont situées à proximité.

## Histoire

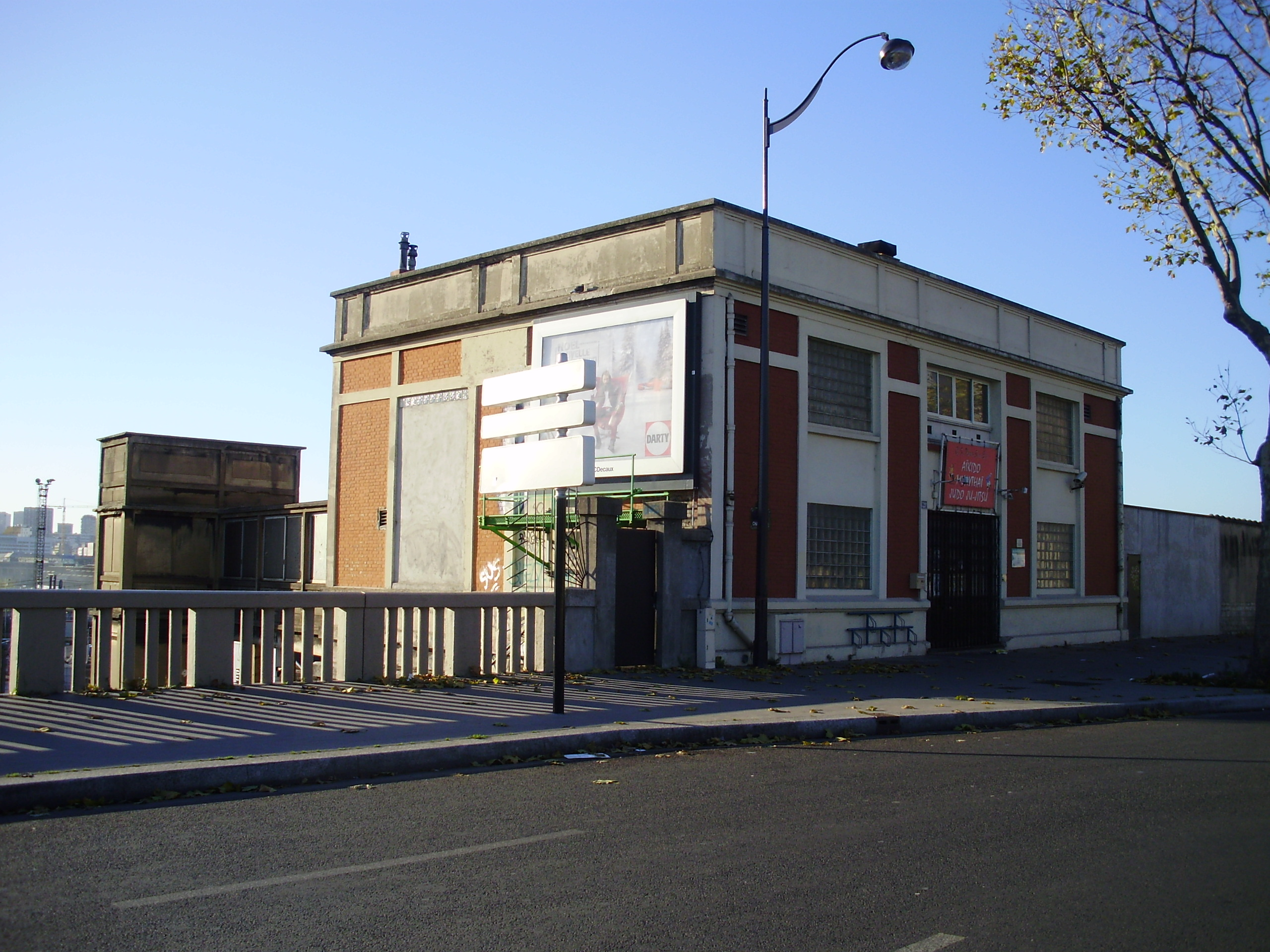
Ancien bâtiment voyageurs, devenu un club d'arts martiaux.

La gare de Bercy-Ceinture est ouverte par la Compagnie des chemins de fer de Paris à Lyon et à la Méditerranée (PLM) avant la guerre franco-allemande de 1870, afin de permettre la correspondance entre la ligne de Paris-Lyon à Marseille-Saint-Charles et la ligne de Petite Ceinture. Fermée depuis, elle est rouverte le 18 octobre 1875,. La gare est initialement située juste à côté de la gare de La Rapée-Bercy, ce qui permet une correspondance (sans billets communs toutefois).
À l'occasion de la mise à quatre voies de la ligne entre Paris-Gare-de-Lyon et la gare de Villeneuve-Saint-Georges, il est prévu dans les années 1880 de modifier les installations, et aussi de mettre fin à la traversée à niveau des voies par les voyageurs, situation encore dénoncée en 1894, en construisant un escalier entre les ponts parallèles de la ligne de Ceinture.
La gare est reconstruite pour une réouverture en mai 1900 plus près du boulevard Poniatowski.
Finalement, la gare est encore déplacée après 1919, cette fois contre la rue de Charenton, l'éloignant de plusieurs centaines de mètres de la gare de La Rapée-Bercy, et la plaçant à équidistance de la gare suivante de la Petite Ceinture, la gare de la rue Claude-Decaen, au nord-est, ouverte, quant à elle, le 5 mai 1900 dans le cadre de l'Exposition universelle et accessible aux seuls voyageurs sans bagages. La correspondance, d'environ 400 m dans les deux cas, n'est alors possible qu'en utilisant la voirie pour se rendre à l'une ou l'autre gare. Cet allongement avait déjà été dénoncé dès 1913 après la publication du projet.
La correspondance est définitivement suspendue avec la fermeture de la Petite Ceinture aux voyageurs le 22 juillet 1934.
La nouvelle gare est composée d'un bâtiment adossé au mur de soutènement de la rue de Charenton, relié à un quai central par deux passerelles superposées, l'une au même niveau que les voies de la Petite ceinture et servant de jonction à plusieurs escaliers, et celle du sommet au niveau de la rue, reliées entre elles par une tour abritant également un ascenseur.
La gare reste en activité jusqu'à sa fermeture le 5 octobre 1942 à la suite de l'ouverture le même jour du prolongement de la ligne 8 du métro de Paris jusqu'à la nouvelle station terminus de Charenton - Écoles.
À la sortie de la Seconde Guerre mondiale, une première opération ferroviaire d'envergure est menée avec l'électrification en 1 500 V continu par caténaire de l'artère impériale entre Paris et Lyon. Elle impose de profondes modifications de la signalisation et du plan des voies : la traction électrique est mise en service le 27 août 1950.
Le quai central a été détruit.
L'ancien bâtiment voyageurs, longtemps à l'abandon, accueille l'association des cheminots de Paris Sud Est (CSPSE), spécialisée dans les arts martiaux, regroupant dix sections sportives.
En 1996, la section aïkido, créée par Patrice Reuschlé, regroupe d'autres associations de cheminots parisiens d'aïkido sous le nom de Aïkido clubs cheminots (ACC).